# Friesling
Der Friesling ist ein 1340 m hoher Berg in den Ybbstaler Alpen im Bundesland Niederösterreich. 
Der Berg nordöstlich von St. Georgen am Reith ist an seinen Flanken weitgehend bewaldet und trägt ein etwa 1000 mal 600 Meter großes, welliges Karstplateau, das teilweise baumfrei ist. Geologisch wird der Friesling hauptsächlich aus norischem Hauptdolomit aufgebaut, der zum Gipfel hin in rhätischen Plattenkalk übergeht. Am südwestlichen Bergfuß befindet sich bei St. Georgen am Reith die Reithbachquelle, eine Karstquelle, bei der eine Schüttung bis zu 30 Liter Wasser pro Sekunde gemessen wurde. Unter dem Friesling führt der 4.024 Meter lange Frieslingstollen des Kraftwerks Opponitz durch.
Der Berg ist vom Sattel der Großen Kripp, die den Friesling vom Oisberg trennt, in etwa eineinhalb Stunden Gehzeit über Steige oder teilweise auch über Forststraßen erreichbar.